# Alfons Hölzl

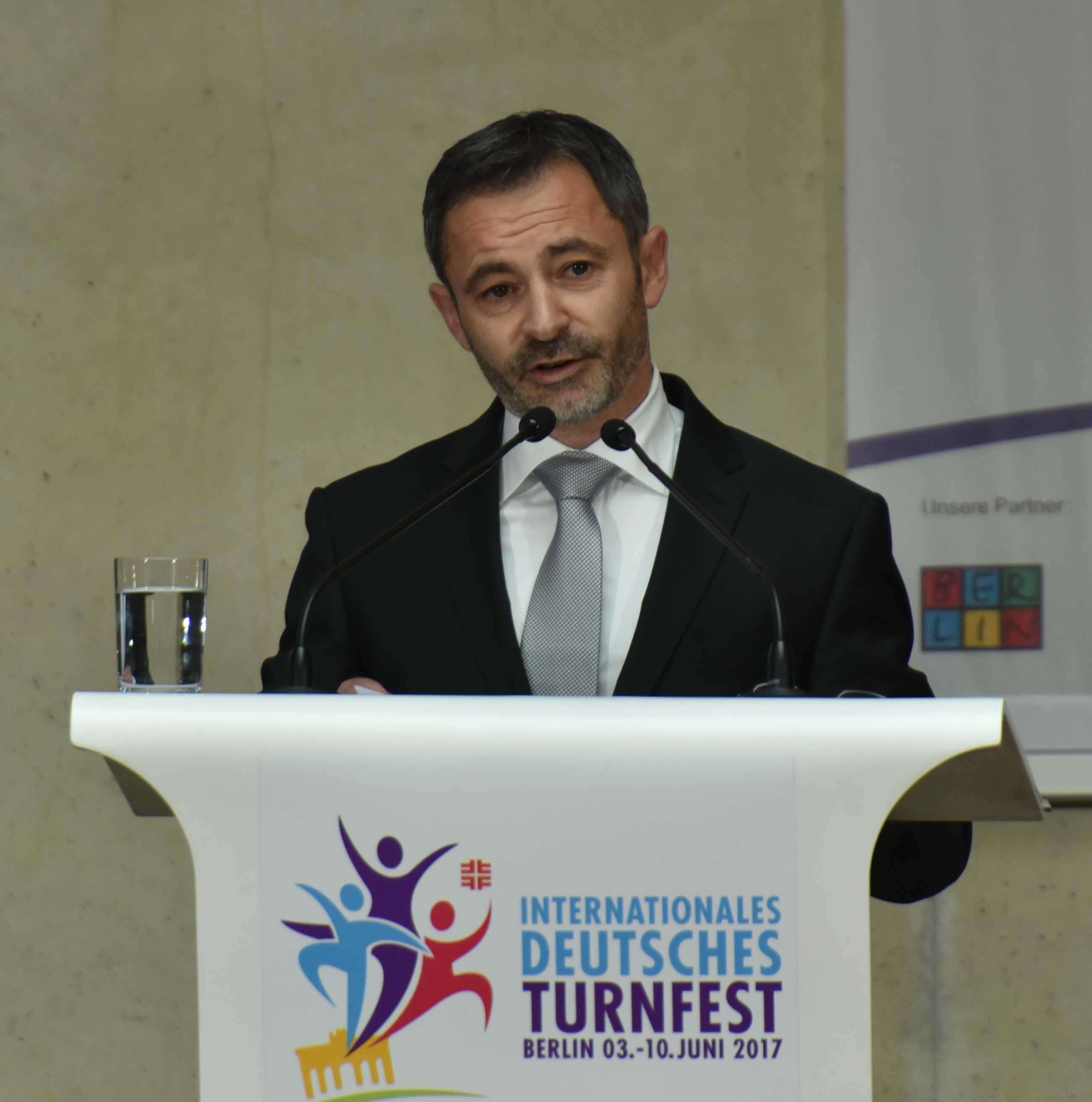
Alfons Hölzl, 2017

Alfons Hölzl (* 19. Juli 1968 in Niederhatzkofen) ist ein deutscher Jurist und Sportfunktionär.

## Leben

### Karriere als Jurist
Hölzl wurde 1968 in Niederhatzkofen, einem Ortsteil der niederbayerischen Gemeinde Rottenburg an der Laaber geboren. Nach einem Studium in Regensburg und Frankfurt am Main ist er seit 1998 als Rechtsanwalt tätig. 2002 folgte die Promotion an der Universität Regensburg mit dem Thema „Der Sport als Staatszielbestimmung“.
Er ist Mitglied im Deutschen Anwaltverein (DAV) und ist dort in den Arbeitsgemeinschaften für Sportrecht und Erbrecht tätig.

### Karriere als Sportfunktionär
Seit 1987 war Hölzl als Übungsleiter im allgemeinen Breitensport tätig, ab 1990 im Turnsport. 2007 wurde er Vorsitzender des Turnbezirks Oberpfalz und im Oktober desselben Jahres Präsident des Bayerischen Turnverbandes (BTV).
Hölzl wurde am 1. Oktober 2016 zum neuen Präsidenten des Deutschen Turner-Bundes gewählt.

### Privates
Hölzl ist verheiratet und hat zwei Töchter.